# UFC Fight Night: Cowboy vs. Gaethje
UFC Fight Night: Cowboy vs. Gaethje (también conocido como UFC on ESPN+ 16 o UFC Fight Night 158) fue un evento de artes marciales mixtas producido por Ultimate Fighting Championship que se llevó a cabo el 14 de septiembre de 2019 en el Rogers Arena de Vancouver, British Columbia, Canadá.

## Historia
El evento estelar contó con una pelea de peso ligero entre el exretador al Campeonato de Peso Ligero de UFC, Donald Cerrone y el ex Campeón de Peso Ligero de WSOF, Justin Gaethje.
Una pelea de peso mediano entre David Branch y Andrew Sanchez estaba programada para el evento. Sin embargo, se informó que Branch se vio obligado a retirarse del evento debido a una lesión y fue reemplazado por Marvin Vettori. A su vez, se informó que Sánchez se vio obligado a retirarse del evento debido a una infección ocular, lo que llevó a la cancelación del combate. El combate se dejó intacto y se reprogramó para el siguiente mes en UFC Fight Night: Jędrzejczyk vs. Waterson.
Una pelea de peso wélter entre Michel Pereira y Sergey Khadozhko estaba programada para el evento. Sin embargo, Khadozhko fue retirado de la cartelera debido a supuestos problemas de visado. Fue reemplazado por el recién llegado Tristan Connelly. En los pesajes, Pereira pesó 172 libras, una libra por encima del límite del peso wélter (171 lbs.). Fue multado con el 20% de su pago y su pelea con Connelly se llevó a cabo en un peso acordado.

## Premios extras
Los siguientes peleadores recibieron $50,000 en bonos:
- Pelea de la Noche: Tristan Connelly vs. Michel Pereira (Michele Pereira no pudo recibir ningún dinero de bonificación debido a la pérdida de peso, por lo tanto, Tristan Connelly recibió una bonificación de $ 100,000.)
- Actuación de la Noche: Justin Gaethje y Misha Cirkunov